# Петровський Борис Васильович
Борис Васильович Петровський (27 червня 1908, місто Єсентуки, тепер Ставропольського краю, Російська Федерація — 4 травня 2004, місто Москва) — радянський і російський хірург, вчений і клініцист, організатор охорони здоров'я і громадський діяч. Міністр охорони здоров'я СРСР (1965—1980), директор Всесоюзного наукового центру хірургії АМН СРСР. Кандидат у члени ЦК КПРС у 1966—1981 роках. Депутат Верховної Ради СРСР 6—10-го скликань. Герой Соціалістичної Праці (26.06.1968). Доктор медичних наук, професор. Дійсний член Академії медичних наук (АМН) СРСР (з 1957). Академік АН СРСР (з 1966).

## Життєпис
Народився в родині земського лікаря. Мати походила із заможної єврейської родини. Сім'я проживала в селі Благодарному — адміністративному центрі Благодарненского повіту Ставропольської губернії.
У 1916—1924 роках навчався в школі 2-го ступеня в місті Кисловодську. Після закінчення школи працював дезінфектором на дезінфекційну станцію Кисловодська. Закінчив курси бухгалтерії, стенографії та санітарні курси у Кисловодську. Працював розсильним у відділенні профспілки «Медсантруд», одночасно готувався до вступу в університет.
У 1930 році закінчив медичний факультет 1-го Московського державного університету (МДУ) імені Ломоносова.
У 1930—1932 роках — хірург-ординатор районної лікарні міста Подольська Московської області.
У 1932—1939 роках — ординатор, асистент, науковий співробітник, доцент Московського онкологічного інституту та Клініки загальної хірургії при медичному факультеті Московського державного університету.
У 1937 році захистив дисертацію на здобуття наукового ступеня кандидата медичних наук на тему «Крапельне переливання крові і кровозамінників в онкологічній практиці». У 1938 році йому було присвоєно звання старшого наукового співробітника (доцента).
У 1939—1940 роках служив провідним хірургом і заступником начальника польового госпіталю діючої армії, брав участь у військових діях на Карельському перешийку під час радянсько-фінської війни 1939—1940 років.
З 1941 року — доцент кафедри загальної хірургії 2-го Московського медичного інституту імені Пирогова.
У 1941—1944 роках — у Червоній армії, провідний хірург евакогоспіталів в діючій армії. Учасник німецько-радянської війни.
Член ВКП(б) з 1942 року.
У 1944—1945 роках — старший викладач кафедри факультетської хірургії Військово-медичної академії імені Кірова в Ленінграді.
У 1945—1948 роках — заступник директора з науки Інституту хірургії АН СРСР. У 1947 році захистив докторську дисертацію на тему «Хірургічне лікування вогнепальних поранень судин в умовах фронтового району».
У 1948—1949 роках — професор кафедри загальної хірургії 2-го Московського медичного інституту імені Пирогова.
У 1949—1951 роках — директор кафедри госпітальної хірургії та завідувач 3-й хірургічної клініки Будапештського університету в Угорщині.
У 1951—1956 роках — завідувач кафедри факультетської хірургії 2-го Московського медичного інституту імені Пирогова. Одночасно у 1953—1965 роках — головний хірург 4-го Головного управління Міністерства охорони здоров'я СРСР.
З 1956 року — завідувач кафедри госпітальної хірургії 1-го Московського медінституту і одночасно з 1963 року — директор Всесоюзного науково-дослідного інституту клінічної та експериментальної хірургії. У 1963—1988 роках — директор Всесоюзного наукового центру хірургії АМН СРСР. З 1989 року — почесний директор Всесоюзного наукового центру хірургії АМН СРСР.
У 1964 році виконав першу успішну операцію протезування мітрального клапана серця з механічною (безшовною) фіксацією, а в 1965 році вперше в СРСР успішно здійснив пересадку нирки людині.
8 вересня 1965 — 12 грудня 1980 року — міністр охорони здоров'я СРСР.
Указом Президії Верховної Ради СРСР від 26 червня 1968 року за великі заслуги в розвитку радянської медичної науки і охорони здоров'я, підготовку наукових кадрів і в зв'язку з шістдесятиліттям з дня народження Петровському Борису Васильовичу присвоєно звання Героя Соціалістичної Праці з врученням ордена Леніна і золотої медалі «Серп і молот».
Член 34 міжнародних товариств, асоціацій, академій і коледжів НДР, Болгарії, Югославії, Польщі, Чехословаччини, Угорщини, Франції, Китаю, Італії, Монголії, Естонії. Почесний член 14 зарубіжних хірургічних товариств Франції, Чехословаччини, Польщі, Італії, ФРН, Швеції, Великої Британії, Угорщини, Ірландії, США, Шотландії.
Автор праць з хірургічних методів лікування раку стравоходу, вроджених і набутих вад серця. Борис Петровський опублікував понад 500 наукових робіт, в тому числі близько 40 монографій. Створив одну з найбільших наукових хірургічних шкіл.
Помер 4 травня 2004 року. Похований в Москві на Новодівочому цвинтарі.

## Нагороди і звання
- Герой Соціалістичної Праці (26.06.1968)
- чотири ордени Леніна (11.02.1961, 10.12.1965, 26.06.1968, 26.06.1978)
- орден Жовтневої Революції (1971)
- два ордени Вітчизняної війни ІІ ст. (29.04.1943, 11.03.1985)
- орден Трудового Червоного Прапора (24.06.1988)
- орден Червоної Зірки (26.05.1942)
- орден Дружби народів (Російська Федерація) (27.05.1993)
- орден Святого апостола Андрія Первозваного (Російська Федерація) (4.06.2003)
- орден «За заслуги перед Вітчизною» ІІ ст. (Російська Федерація) (28.05.1998)
- орден «За заслуги» (1951, Угорщина)
- орден Трудового Червоного Прапора (1970, Угорщина)
- орден Дружби (1978, Чехословаччина)
- орден «Заслуг перед Республікою Польща» ступеня Командора (1985)
- медалі
- Ленінська премія (1960, за роботи по хірургії серця і судин)
- Державна премія СРСР (1971, за роботи з пересадки нирок)
- премія імені М.М. Бурденка АМН СРСР (1953, за монографію з лікування раку стравоходу)
- Міжнародна премія імені Леона Бернара Всесвітньої Організації Охорони Здоров'я (1975, за розвиток суспільної охорони здоров'я).
- «Заслужений діяч науки РРФСР» (3.10.1957)
- «Заслужений діяч науки Азербайджанської РСР» (1957)